# Kvalifikacije za UEFA Europsku ligu 2011./12.
Kvalifikacije za UEFA Europsku ligu 2011./12. počele su 30. lipnja 2011. godine. Sastoje se od tri pretkola, nakon čega slijedi razigravanje za završnicu. Nakon toga slijede skupine i nokaut natjecanje. Kvalifikacije završavaju 4. kolovoza, nakon što se odigraju sve tri runde.
U sezoni 2011./12., u kvalifikacijama sudjeluje 176 momčadi, dosad najviše u Europskoj ligi. Pravila slijede regularne norme koje zahtjeva UEFA, tako se izjednačene utakmice odlučuju golom u gostima. Ako je i dalje rezultat izjednačen, igraju se produžetci, zatim jedanaesterci, ako je rezultat i dalje nepromijenjen. U svakoj kvalifikacijskoj rundi, biraju se nositelji i nenositelji prema UEFA koefcijentima. Momčadi iz istih saveza ne mogu igrati jedni protiv drugih.
Napomena:

Sve utakmice su prikazane u srednjoeuropskom vremenu (CEST)

## Prvo pretkolo

### Prve utakmice
| 30. lipnja 2011. 17:00 |             |                |                                                                                 |
| Banants                | 0 : 1       | Olimpi Rustavi | Stadion Hanrapetakan, Erevan1 Broj gledatelja: 4 215 Sudac: Eli Hacmon (Izrael) |
|                        | (izvještaj) | Kobalia 48'    | Stadion Hanrapetakan, Erevan1 Broj gledatelja: 4 215 Sudac: Eli Hacmon (Izrael) |

| 30. lipnja 2011. 17:00 |             |              |                                                                              |
| AZAL Baku              | 1 : 1       | Minsk        | AZAL Stadion, Baku Broj gledatelja: 2 900 Sudac: Andris Treimanis (Letonija) |
| Ibekoyi 14'            | (izvještaj) | Voronkov 11' | AZAL Stadion, Baku Broj gledatelja: 2 900 Sudac: Andris Treimanis (Letonija) |

| 30. lipnja 2011. 17:30 |             |                                                |                                                                                      |
| Banga Gargždai         | 0 : 4       | Qarabağ                                        | Stadion Gargždai, Gargždai Broj gledatelja: 1 400 Sudac: Thorvaldur Arnason (Island) |
|                        | (izvještaj) | R. A. Sadygov 16' Nadirov 33' 70' Soltanov 88' | Stadion Gargždai, Gargždai Broj gledatelja: 1 400 Sudac: Thorvaldur Arnason (Island) |

| 30. lipnja 2011. 17:30 |             |                                                          |                                                                               |
| Narva Trans            | 1 : 4       | Rabotnički                                               | A. Le Coq Arena, Tallinn2 Broj gledatelja: 200 Sudac: Alan Mario Sant (Malta) |
| Epikhin 34'            | (izvještaj) | Velkovski 16' Manevski 51' Petkovski 73' Grozdanoski 88' | A. Le Coq Arena, Tallinn2 Broj gledatelja: 200 Sudac: Alan Mario Sant (Malta) |

| 30. lipnja 2011. 17:30                                    |             |           |                             |
| Rad                                                       | 6 : 0       | Tre Penne | Stadion FK Obilić, Beograd3 |
| Stanojević 6' (pen.) 13' Kojić 9' 48' Mrkela 24' Pršo 66' | (izvještaj) |           | Stadion FK Obilić, Beograd3 |

| 30. lipnja 2011. 18:00 |             |                                                    |                                                                                       |
| Daugava Daugavpils     | 0 : 5       | Tromsø                                             | Stadion Celtnieks, Daugavpils Broj gledatelja: 1 500 Sudac: István Kovács (Rumunjska) |
|                        | (izvještaj) | Johansen 26' Andersen 31' 60' Jenssen 47' Jama 72' | Stadion Celtnieks, Daugavpils Broj gledatelja: 1 500 Sudac: István Kovács (Rumunjska) |

| 30. lipnja 2011. 18:00                 |             |           |                                                                                |
| Elfsborg                               | 4 : 0       | Fola Esch | Borås Arena, Borås Broj gledatelja: 2 109 Sudac: Valerij Veličko (Bjelorusija) |
| Hiljemark 5' Elm 24' 90+3' Larsson 36' | (izvještaj) |           | Borås Arena, Borås Broj gledatelja: 2 109 Sudac: Valerij Veličko (Bjelorusija) |

| 30. lipnja 2011. 18:00 |             |             |                                                                             |
| Honka                  | 0 : 0       | Nõmme Kalju | ISS Stadion, Vantaa4 Broj gledatelja: 2 100 Sudac: Miroslav Zelinka (Češka) |
|                        | (izvještaj) |             | ISS Stadion, Vantaa4 Broj gledatelja: 2 100 Sudac: Miroslav Zelinka (Češka) |

| 30. lipnja 2011. 19:00                              |             |             |                                                                                  |
| Varaždin                                            | 5 : 1       | Lusitanos   | Stadion Varteks, Varaždin Broj gledatelja: 1 200 Sudac: Lasha Silagava (Gruzija) |
| Šafarić 4' 59' Glavica 39' Glavina 57' Vugrinec 78' | (izvještaj) | Bertran 48' | Stadion Varteks, Varaždin Broj gledatelja: 1 200 Sudac: Lasha Silagava (Gruzija) |

| 30. lipnja 2011. 19:00         |              |         |                                                                                            |
| Ferencváros                    | 3 : 0        | Ulisses | Stadion Albert Flórián, Budimpešta Broj gledatelja: 6 600 Sudac: Slavko Vinčić (Slovenija) |
| Józsi 31' Otten 33' Felipe 69' | =(izvještaj) |         | Stadion Albert Flórián, Budimpešta Broj gledatelja: 6 600 Sudac: Slavko Vinčić (Slovenija) |

| 30. lipnja 2011. 19:00 |             |           | |
| UE Santa Coloma        | 0 : 1       | Paks      | Estadi Comunal d'Andorra la Vella, Andorra la Vella Broj gledatelja: 650 Sudac: Suren Baliyan (Armenija) |
|                        | (izvještaj) | Vayer 15' | Estadi Comunal d'Andorra la Vella, Andorra la Vella Broj gledatelja: 650 Sudac: Suren Baliyan (Armenija) |

| 30. lipnja 2011. 19:00                              |             |             |                                                                                     |
| Aalesund                                            | 4 : 1       | Neath       | Color Line Stadion, Ålesund Broj gledatelja: 3 847 Sudac: Domagoj Vučkov (Hrvatska) |
| Fuhre 35' Sylling Olsen 37' Ulvestad 48' Sellin 77' | (izvještaj) | Trundle 23' | Color Line Stadion, Ålesund Broj gledatelja: 3 847 Sudac: Domagoj Vučkov (Hrvatska) |

| 30. lipnja 2011. 19:00       |             |               |                                                                                              |
| Dinamo Tbilisi               | 2 : 0       | Milsami Orhei | Stadion Boris Paichadze, Tbilisi Broj gledatelja: 12 000 Sudac: Nikola Dabanović (Crna Gora) |
| Kvekveskirk 4' Lekvtadze 71' | (izvještaj) |               | Stadion Boris Paichadze, Tbilisi Broj gledatelja: 12 000 Sudac: Nikola Dabanović (Crna Gora) |

| 30. lipnja 2011. 19:00          |             |      |                                                                                          |
| Spartak Trnava                  | 3 : 0       | Zeta | Štadión Antona Malatinského, Trnava Broj gledatelja: 1 737 Sudac: Padraig Sutton (Irska) |
| Koné 30' Kaščák 48' Tomaček 81' | (izvještaj) |      | Štadión Antona Malatinského, Trnava Broj gledatelja: 1 737 Sudac: Padraig Sutton (Irska) |

| 30. lipnja 2011. 20:00 |             |                                                        |                                                                             |
| ÍF Fuglafjørður        | 1 : 3       | KR Reykjavík                                           | Gundadalur, Tórshavn5 Broj gledatelja: 589 Sudac: Sven Bindels (Luksemburg) |
| Lakjuni 8'             | (izvještaj) | Finnbogason 22' G. R. Gunnarsson 30' B. Sigurðsson 79' | Gundadalur, Tórshavn5 Broj gledatelja: 589 Sudac: Sven Bindels (Luksemburg) |

| 30. lipnja 2011. 20:00    |             |                       |                                                                              |
| ÍBV Vestmannaeyar         | 1 : 0       | St Patrick's Athletic | Hlíðarendi, Reykjavík6 Broj gledatelja: 555 Sudac: Michael Svendsen (Danska) |
| Andri Ólafsson 50' (pen.) | (izvještaj) |                       | Hlíðarendi, Reykjavík6 Broj gledatelja: 555 Sudac: Michael Svendsen (Danska) |

| 30. lipnja 2011. 20:00 |             |               |                                                                                     |
| Käerjéng 97            | 1 : 1       | Häcken        | Stade Josy Barthel, Luxembourg7 Broj gledatelja: 727 Sudac: Igor Satchi (Moldavija) |
| da Cruz 85'            | (izvještaj) | Östberg 90+3' | Stade Josy Barthel, Luxembourg7 Broj gledatelja: 727 Sudac: Igor Satchi (Moldavija) |

| 30. lipnja 2011. 20:00 |             |              |                                                                        |
| The New Saints         | 1 : 1       | Cliftonville | Park Hall, Oswestry Broj gledatelja: 927 Sudac: Clayton Pisani (Malta) |
| Darlington 27'         | (izvještaj) | Johnston 39' | Park Hall, Oswestry Broj gledatelja: 927 Sudac: Clayton Pisani (Malta) |

| 30. lipnja 2011. 20:30                    |             |             |                                                                                   |
| Fulham                                    | 3 : 0       | NSÍ Runavík | Craven Cottage, London Broj gledatelja: 14 910 Sudac: Bernhard Brugger (Austrija) |
| Duff 33' Murphy 61' (pen.) A. Johnson 70' | (izvještaj) |             | Craven Cottage, London Broj gledatelja: 14 910 Sudac: Bernhard Brugger (Austrija) |

| 30. lipnja 2011. 20:30 |             |                |                                                                                   |
| Jagiellonia Białystok  | 1 : 0       | Irtiš Pavlodar | Stadion Miejski, Białystok Broj gledatelja: 4 200 Sudac: Vlado Glodjović (Srbija) |
| Frankowski 80'         | (izvještaj) |                | Stadion Miejski, Białystok Broj gledatelja: 4 200 Sudac: Vlado Glodjović (Srbija) |

| 30. lipnja 2011. 20:30 |             |                 |                                                                                         |
| Birkirkara             | 0 : 1       | Vllaznia Skadar | Hibernians Ground, Paola Broj gledatelja: 776 Sudac: Ignasi Villamayor Rozados (Andora) |
|                        | (izvještaj) | Sukaj 2'        | Hibernians Ground, Paola Broj gledatelja: 776 Sudac: Ignasi Villamayor Rozados (Andora) |

| 30. lipnja 2011. 20:30           |             |             |                                                                                 |
| Renova                           | 2 : 1       | Glentoran   | Philip II Arena, Skopje8 Broj gledatelja: 1 500 Sudac: Dawid Piasecki (Poljska) |
| Jančevski 14' (pen.) Bajrami 87' | (izvještaj) | Nixon 45+3' | Philip II Arena, Skopje8 Broj gledatelja: 1 500 Sudac: Dawid Piasecki (Poljska) |

| 30. lipnja 2011. 20:45 |             |                      |                                                                                    |
| Koper                  | 1 : 1       | Shakhter Karagandy   | Stadion Bonifika, Kopar Broj gledatelja: 2 500 Sudac: Georgi Vadachkoria (Gruzija) |
| Bubanja 84'            | (izvještaj) | Kukeyev 90+3' (pen.) | Stadion Bonifika, Kopar Broj gledatelja: 2 500 Sudac: Georgi Vadachkoria (Gruzija) |

| 30. lipnja 2011. 20.45 |             |                    |                                                                                      |
| Široki Brijeg          | 0 : 0       | Olimpija Ljubljana | Stadion Pecara, Široki Brijeg Broj gledatelja: 3 500 Sudac: Stelios Trifonos (Cipar) |
|                        | (izvještaj) |                    | Stadion Pecara, Široki Brijeg Broj gledatelja: 3 500 Sudac: Stelios Trifonos (Cipar) |

| 30. lipnja 2011. 21:00 |             |                                       |                                                                                 |
| Budućnost Podgorica    | 1 : 3       | Flamurtari Vlorë                      | Gradski stadion, Podgorica Broj gledatelja: 2 980 Sudac: Tolga Özkalfa (Turska) |
| Bošković 53'           | (izvještaj) | Shehaj 23' Xhafa 63' Sakaj 65' (pen.) | Gradski stadion, Podgorica Broj gledatelja: 2 980 Sudac: Tolga Özkalfa (Turska) |

Bilješke
- 1 Banants je domaću utakmicu igrao na stadionu Hanrapetakan u Erevanu jer njihov Stadion Banants nema UEFA licencu.
- 2 Narva Trans je domaću utakmicu igrala na A. Le Coq Areni u Tallinnu jer njihov stadion Narva Kreenholmi nema UEFA licencu.
- 3 Rad je domaću utakmicu igrao na Stadion FK Obiliću u Beogradu jer njihov Stadion Kralj Petar I nema UEFA licencu.
- 4 Honka je domaću utakmicu igrala na ISS Stadionu u Vantai jer njihov Tapiolan Urheilupuisto nema UEFA licencu.
- 5 ÍF Fuglafjørður je domaću utakmicu igrao na Gundadaluru u Tórshavnu jer njihov Fuglafjørdur Stadion nema UEFA licencu.
- 6 ÍBV Vestmannaeyar je domaću utakmicu igrao na stadionu Hlíðarendi u Reykjavíku jer njihov Hásteinsvöllur nema UEFA licencu.
- 7 Käerjéng 97 je domaću utakmicu igrao na Stade Josy Barthelu u Luxembourgu jer njihov Stade um Bëchel nema UEFA licencu.
- 8 Renova je domaću utakmicu igrala na Philip II Arena u Skopju jer njihov Gradski stadion Tetovo nema UEFA licencu.

### Uzvratne utakmice
| 7. srpnja 2011. 15:00 |             |            |                                                                                    |
| Šahter Karaganda      | 2 : 1       | Koper      | Šahter Stadion, Karaganda Broj gledatelja: 10 000 Sudac: Anastassios Kakos (Grčka) |
| Konysbayev 45' 84'    | (izvještaj) | Osterc 32' | Šahter Stadion, Karaganda Broj gledatelja: 10 000 Sudac: Anastassios Kakos (Grčka) |

| 7. srpnja 2011. 15:00 |             |                    |                                                                          |
| Metalurgist Rustavi   | 1 : 1       | Banants            | Stadion Poladi, Rustavi Broj gledatelja: 3 500 Sudac: Neil Doyle (Irska) |
| Mikaberidze 18'       | (izvještaj) | Du Bala 72' (pen.) | Stadion Poladi, Rustavi Broj gledatelja: 3 500 Sudac: Neil Doyle (Irska) |

| 7. srpnja 2011. 19:00     |             |                       |                                                                                   |
| Irtiš Pavlodar            | 2 : 0       | Jagiellonia Białystok | Centralni stadion, Pavlodar Broj gledatelja: 9 560 Sudac: Alain Bieri (Švicarska) |
| Coulibaly 37' Maltsev 43' | (izvještaj) |                       | Centralni stadion, Pavlodar Broj gledatelja: 9 560 Sudac: Alain Bieri (Švicarska) |

| 7. srpnja 2011. 16:00 |             |                            |                                                                                |
| Ulisses               | 0 : 2       | Ferencváros                | Stadion Hrazdan, Erevan Broj gledatelja: 1 500 Sudac: Oleksandr Derdo (Turska) |
|                       | (izvještaj) | Abdi 35' (pen.) Oláh 90+7' | Stadion Hrazdan, Erevan Broj gledatelja: 1 500 Sudac: Oleksandr Derdo (Turska) |

| 7. srpnja 2011. 16:30 |             |                         |                                                                                     |
| Flamurtari Vlorë      | 1 : 2       | Budućnost Podgorica     | Stadion Flamurtari, Vlorë Broj gledatelja: 4 000 Sudac: Christopher Lautier (Malta) |
| Shehaj 20'            | (izvještaj) | Bošković 72' 77' (pen.) | Stadion Flamurtari, Vlorë Broj gledatelja: 4 000 Sudac: Christopher Lautier (Malta) |

| 7. srpnja 2011. 17:00 |             |                                           | |
| Milsami Orhei         | 1 : 3       | Dinamo Tbilisi                            | Complexul Sportiv Raional, Orhei Broj gledatelja: 3 000 Sudac: Ognjen Valjić (Bosna i Hercegovina) |
| Golban 90+2'          | (izvještaj) | Koshkadze 73' Robertinho 90' (pen.) 90+4' | Complexul Sportiv Raional, Orhei Broj gledatelja: 3 000 Sudac: Ognjen Valjić (Bosna i Hercegovina) |

| 7. srpnja 2011. 17:00 |             |                |                                                                                        |
| Zeta                  | 2 : 1       | Spartak Trnava | Gradski stadion, Nikšić9 Broj gledatelja: 650 Sudac: Vitalij Sevostjanik (Bjelorusija) |
| Dabić 79' Novović 81' | (izvještaj) | Ciprys 90+4'   | Gradski stadion, Nikšić9 Broj gledatelja: 650 Sudac: Vitalij Sevostjanik (Bjelorusija) |

| 7. srpnja 2011. 18:00             |             |                |                                                                                              |
| Qarabağ                           | 3 : 0       | Banga Gargždai | Stadion Tofika Bahramova, Baku10 Broj gledatelja: 10 000 Sudac: Jurij Možarovskij (Ukrajina) |
| Teli 29' A. Sadygov 35' Agoli 77' | (izvještaj) |                | Stadion Tofika Bahramova, Baku10 Broj gledatelja: 10 000 Sudac: Jurij Možarovskij (Ukrajina) |

| 7. srpnja 2011. 18:00 |             |                   |                                                                                                |
| Fola Esch             | 1 : 1       | Elfsborg          | Stade de la Frontière, Esch-sur-Alzette11 Broj gledatelja: 703 Sudac: Ivan Kružliak (Slovačka) |
| Allomerović 74'       | (izvještaj) | Schnell 37' (ag.) | Stade de la Frontière, Esch-sur-Alzette11 Broj gledatelja: 703 Sudac: Ivan Kružliak (Slovačka) |

| 7. srpnja 2011. 18:30 |             |                     |                                                                                      |
| Nõmme Kalju           | 0 : 2       | Honka               | A. Le Coq Arena, Tallinn12 Broj gledatelja: 2 250 Sudac: Fariz Yusifov (Azerbajdžan) |
|                       | (izvještaj) | Savage 48' Dudu 77' | A. Le Coq Arena, Tallinn12 Broj gledatelja: 2 250 Sudac: Fariz Yusifov (Azerbajdžan) |

| 7. srpnja 2011. 19:00 |             |             | |
| Lusitanos             | 0 : 1       | Varaždin    | Estadi Comunal d'Andorra la Vella, Andorra la Vella Broj gledatelja: 450 Sudac: Arnold Hunter (Sjeverna Irska) |
|                       | (izvještaj) | Brlečić 62' | Estadi Comunal d'Andorra la Vella, Andorra la Vella Broj gledatelja: 450 Sudac: Arnold Hunter (Sjeverna Irska) |

| 7. srpnja 2011. 19:00           |             |                    |                                                                                   |
| Tromsø                          | 2 : 1       | Daugava Daugavpils | Alfheim stadion, Tromsø Broj gledatelja: 2 077 Sudac: Anar Salmanov (Azerbajdžan) |
| Møller 12' Tsintsadze 53' (ag.) | (izvještaj) | Gongadze 33'       | Alfheim stadion, Tromsø Broj gledatelja: 2 077 Sudac: Anar Salmanov (Azerbajdžan) |

| 7. srpnja 2011. 19:00                                             |             |             |                                                                                      |
| Häcken                                                            | 5 : 1       | Käerjéng 97 | Gamla Ullevi, Gothenburg13 Broj gledatelja: 934 Sudac: Thoroddur Hjaltalin (Iceland) |
| Makondele 7' (pen.) 82' (pen.) Waris 42' Williams 65' Ranégie 84' | (izvještaj) | da Cruz 48' | Gamla Ullevi, Gothenburg13 Broj gledatelja: 934 Sudac: Thoroddur Hjaltalin (Iceland) |

| 7. srpnja 2011. 19:00 |             |            |                                                                                |
| Vllaznia Skadar       | 1 : 1       | Birkirkara | Stadion Loro Boriçi, Skadar Broj gledatelja: 5 000 Sudac: Mário Vlk (Slovačka) |
| Vajushi 4'            | (izvještaj) | Silva 17'  | Stadion Loro Boriçi, Skadar Broj gledatelja: 5 000 Sudac: Mário Vlk (Slovačka) |

| 7. srpnja 2011. 19:00     |             |                    |                                                                              |
| Minsk                     | 2 : 1       | AZAL Baku          | Stadion Dinamo, Minsk Broj gledatelja: 3 000 Sudac: Angel Angelov (Bugarska) |
| Loshankov 5' Sascheko 11' | (izvještaj) | Sachivko 66' (ag.) | Stadion Dinamo, Minsk Broj gledatelja: 3 000 Sudac: Angel Angelov (Bugarska) |

| 7. srpnja 2011. 19:45 |             |        |                                                                               |
| NSÍ Runavík           | 0 : 0       | Fulham | Svangaskarð, Toftir14 Broj gledatelja: 1 245 Sudac: Nikolaj Hänni (Švicarska) |
|                       | (izvještaj) |        | Svangaskarð, Toftir14 Broj gledatelja: 1 245 Sudac: Nikolaj Hänni (Švicarska) |

| 7. srpnja 2011. 20:00                   |             |                 |                                                                                               |
| Paks                                    | 4 : 0       | UE Santa Coloma | Stadion Sóstói, Székesfehérvár15 Broj gledatelja: 2 000 Sudac: Jovan Kaludjerović (Crna Gora) |
| Magasföldi 11' 49' Böde 77' Heffler 81' | (izvještaj) |                 | Stadion Sóstói, Székesfehérvár15 Broj gledatelja: 2 000 Sudac: Jovan Kaludjerović (Crna Gora) |

| 7. srpnja 2011. 20:00 |             |                                 |                                                                                               |
| Neath                 | 0 : 2       | Aalesund                        | Stadion Sóstói, Székesfehérvár15 Broj gledatelja: 2 000 Sudac: Jovan Kaludjerović (Crna Gora) |
|                       | (izvještaj) | Barrantes 53' Sylling Olsen 79' | Stadion Sóstói, Székesfehérvár15 Broj gledatelja: 2 000 Sudac: Jovan Kaludjerović (Crna Gora) |

| 7. srpnja 2011. 20:00                |             |             |                                                                          |
| Rabotnički                           | 3 : 0       | Narva Trans | Philip II Arena, Skopje Broj gledatelja: 700 Sudac: Roman Hrubeš (Češka) |
| Petrović 45' Manevski 81' Vujčić 90' | (izvještaj) |             | Philip II Arena, Skopje Broj gledatelja: 700 Sudac: Roman Hrubeš (Češka) |

| 7. srpnja 2011. 20:00     |             |               |                                                                                      |
| Olimpija Ljubljana        | 3 : 0       | Široki Brijeg | Stadion Stožice, Ljubljana Broj gledatelja: 4 500 Sudac: Evgen Aranovskij (Ukrajina) |
| Radujko 15' 18' Vršič 49' | (izvještaj) |               | Stadion Stožice, Ljubljana Broj gledatelja: 4 500 Sudac: Evgen Aranovskij (Ukrajina) |

| 7. srpnja 2011. 20:30 |             |                              |                                                                                         |
| Tre Penne             | 1 : 3       | Rad                          | Stadio Olimpico, Serravalle Broj gledatelja: 521 Sudac: Anatolij Višničenko (Kazahstan) |
| Cardini 23'           | (izvještaj) | Kojić 27' 38' Stanojević 75' | Stadio Olimpico, Serravalle Broj gledatelja: 521 Sudac: Anatolij Višničenko (Kazahstan) |

| 7. srpnja 2011. 20:45 |             |     |                                                                               |
| St Patrick's Athletic | 2 : 0       | ÍBV | Richmond Park, Dublin Broj gledatelja: 2 100 Sudac: Nerijus Dunauskas (Litva) |
| Daly 24' Doyle 36'    | (izvještaj) |     | Richmond Park, Dublin Broj gledatelja: 2 100 Sudac: Nerijus Dunauskas (Litva) |

| 7. srpnja 2011. 20:45 |             |                |                                                                           |
| Cliftonville          | 0 : 1       | The New Saints | Solitude, Belfast Broj gledatelja: 1 221 Sudac: Magnus Thorisson (Island) |
|                       | (izvještaj) | Baker 4'       | Solitude, Belfast Broj gledatelja: 1 221 Sudac: Magnus Thorisson (Island) |

| 7. srpnja 2011. 20:45 |             |             |                                                                        |
| Glentoran             | 2 : 1 (pr.) | Renova      | The Oval, Belfast Broj gledatelja: 1 424 Sudac: Petteri Kari (Finland) |
| Clarke 31' Murray 74' | (izvještaj) | Ismaili 59' | The Oval, Belfast Broj gledatelja: 1 424 Sudac: Petteri Kari (Finland) |

|                                      |       | jedanaesterci                         |  |  |
| Waterworth Murray Boyce Howland Hill | 3 : 2 | Simovski Ismaili Nuhi Statovci Gafuri |  |  |
|                                      |       |                                       |  |  |

| 7. srpnja 2011. 21:15                                           |             |                 |                                                                            |
| KR                                                              | 5 : 1       | ÍF Fuglafjørður | KR-völlur, Reykjavík Broj gledatelja: 877 Sudac: Dag Vidar Hafsås (Norway) |
| Baldvinsson 18' 56' B. Jónsson 23' Finnbogason 47' Hauksson 90' | (izvještaj) | Šarić 88'       | KR-völlur, Reykjavík Broj gledatelja: 877 Sudac: Dag Vidar Hafsås (Norway) |

Bilješke
- 9 Zeta je domaću utakmicu igrala na Gradskom stadionu u Nikšiću jer njihov Stadion Trešnjica nema UEFA licencu.
- 10 Qarabağ je domaću utakmicu igrao na stadionu Tofik Bahramov u Baku jer njihov Olimpijski stadion Guzanli nema UEFA licencu.
- 11 Fola Esch je domaću utakmicu igrala na Stade de la Frontièreu u Esch-sur-Alzetteu jer njihov Stade Émile Mayrisch nema UEFA licencu.
- 12 Nõmme Kalju je domaću utakmicu igrao na A. Le Coq Areni u Tallinnu jer njihov Hiiu Stadium nema UEFA licencu.
- 13 Häcken je domaću utakmicu igrao na Gamla Ulleviju u Gothenburgu jer njihov Rambergsvallen nema UEFA licencu.
- 14 NSÍ Runavík je domaću utakmicu igrao na Svangaskarðu u Toftiru jer njihov stadion Runavík nema UEFA licencu.
- 15 Paks je domaću utakmicu igrao na stadionu Sóstói u Székesfehérváru jer njihov Stadion PSE nema UEFA licencu.